# Ornice
Ornice es una localidad de Croacia situada en el municipio de Gospić, en el condado de Lika-Senj. Según el censo de 2021, tiene una población de 4 habitantes.

## Demografía
| Gráfica de población de Ornice 1857-2011                            |
|                                                                     |
| Según los censos de población de la Oficina de Estadísticas Croata. |